# 西館建久
西館 建久 / 西舘 孤清（にしだて たてひさ / にしだて こせい）は、江戸時代後期の弘前藩士。弘前藩権大参事。号は孤清。

## 生涯
勘定奉行や在京用人などを務めた。慶応4年/明治元年（1868年）7月1日、神戸港からアメリカの汽船で朝廷令書と近衛家教書及び金5500両を持って出航し、4日三厩に到着した。当日に弘前に帰還し、弘前藩を勤皇方へ導いた。明治2年（1869年）、弘前藩権大参事となり、永世俵150俵を賜った。翌3年（1870年）には西館建哲、山中逸郎らと豪農からの田地買上げ及び士族への分与を提案し、実現させた。明治5年（1872年）の東奥義塾の設立に関わり、翌明治6年（1873年）に津軽家家令となった。明治7年（1874年）1月に辞し、7月から明治15年（1882年）10月まで津軽家の世話をした。後に東京で死去した。
本多庸一の弟（西館武雄）を養子とした。　

## 人物
剣道を極め、歴史や経済に明るく、優れた人物であった。